# Abrikotines
Abrikotines is een nagerecht van Franse afkomst. De smaak van de abrikotines is zacht en romig.